# دانشگاه علوم پزشکی قزوین
دانشگاه علوم پزشکی استان قزوین دانشگاهی وابسته به وزارت بهداشت، درمان و آموزش پزشکی در شهر قزوین است.

## تاریخچه
دانشکده علوم پزشکی قزوین در سال ۱۳۶۳ از طریق مشارکت مردمی و هیئت امنای منتخب بنای دانشگاه پی ریزی شد. این دانشکده در سال ۱۳۶۴ اولین قدم آموزشی خود را با پذیرش ۷۵ نفر دانشجو در رشته پزشکی از طریق آزمون سراسری برداشت. دانشکده علوم پزشکی قزوین در سال ۱۳۷۰ به دانشگاه علوم پزشکی و خدمات درمانی قزوین ارتقا یافت.

## دانشکده‌ها
- دانشکده پزشکی شهید بابائی
- دانشکده دندانپزشکی
- دانشکده پرستاری و مامایی
- دانشکده بهداشت
- دانشکده پیراپزشکی

== بیمارستان های آموزشی :
- بیمارستان ولایت (عمومی)
- بیمارستان بوعلی سینا ( داخلی ، قلب ، عفونی ، مغز و اعصاب)
- بیمارستان قدس (کودکان)
- بیمارستان کوثر ( زنان ، زایمان و اطفال )
- بیمارستان شهید رجایی (سوانح و حوادث)
- بیمارستان ۲۲ بهمن (اعصاب و روان)
- بیمارستان امیرالمؤمنین - بوئین زهرا
- بیمارستان شفا - تاکستان
- بیمارستان شهدا - آبیک

## مدیران دانشگاه
| سال‌های ریاست                   | نام رئیس                                                   |
| ------------------------------ | ---------------------------------------------------------- |
| از ۱۳۶۴ تا اردیبهشت ۱۳۶۸       | دکتر مجید سرشته داری، متخصص بیماریهای داخلی                |
| از اردیبهشت ۱۳۶۸ تا خرداد ۱۳۷۰ | دکترعلی عالمی دامغانی، متخصص ارتوپدی                       |
| از خرداد ۱۳۷۰ تا دی ۱۳۷۵       | دکتر خسرو ایازی، متخصص جراحی عمومی                         |
| از دی ۱۳۷۵ تا تیر ۱۳۸۵         | دکتر حمید رضا جوادی، متخصص بیماری‌های قلب و عروق            |
| از تیر ۱۳۸۵ تا مرداد ۱۳۹۳      | دکتر علی اکبر زینالو، فوق تخصص قلب کودکان                  |
| از مرداد ۱۳۹۳ تا آذر ۱۳۹۸      | دکتر منوچهر مهرام، متخصص کودکان                            |
| از آذر ۱۳۹۸ تا آبان ۱۴۰۰       | دکتر پیمان نامدار، متخصص طب اورژانس                        |
| از آبان ۱۴۰۰ تا ۱۴۰۳           | دکتر عبداله دیده بان، فوق تخصص غدد، رشد و متابولیسم کودکان |